# Recreativos Denver
Recreativos Denver fon un saló recreatiu de la ciutat de Torrent, València. Va ser fundat per Eugenio Utiel el 1968, i al principi el local disposava de jocs analògics com els billars, el ping-pong o el futbolí. A principis de la dècada del 1980, va ser pioner a l'hora d'un introduir màquines de videojocs arcade.
Dels set salons que arribaren a existir a la localitat, fou l'únic on estava prohibit el consum d'estupefaents. Les màquines més reeixides al local foren Tetris, Moonwalker, Street Fighter II, 1941 i les màquines amb volant per a simuladors de conducció. A finals de la dècada del 1990, el propietari canvia les màquines de videojocs per escurabutxaques, i finalment, tancaria el negoci.